# Neuer Markt 14 (Stralsund)
Das Haus mit der postalischen Adresse Neuer Markt 14 ist ein Gebäude am Neuen Markt im Stralsunder Stadtgebiet Altstadt.

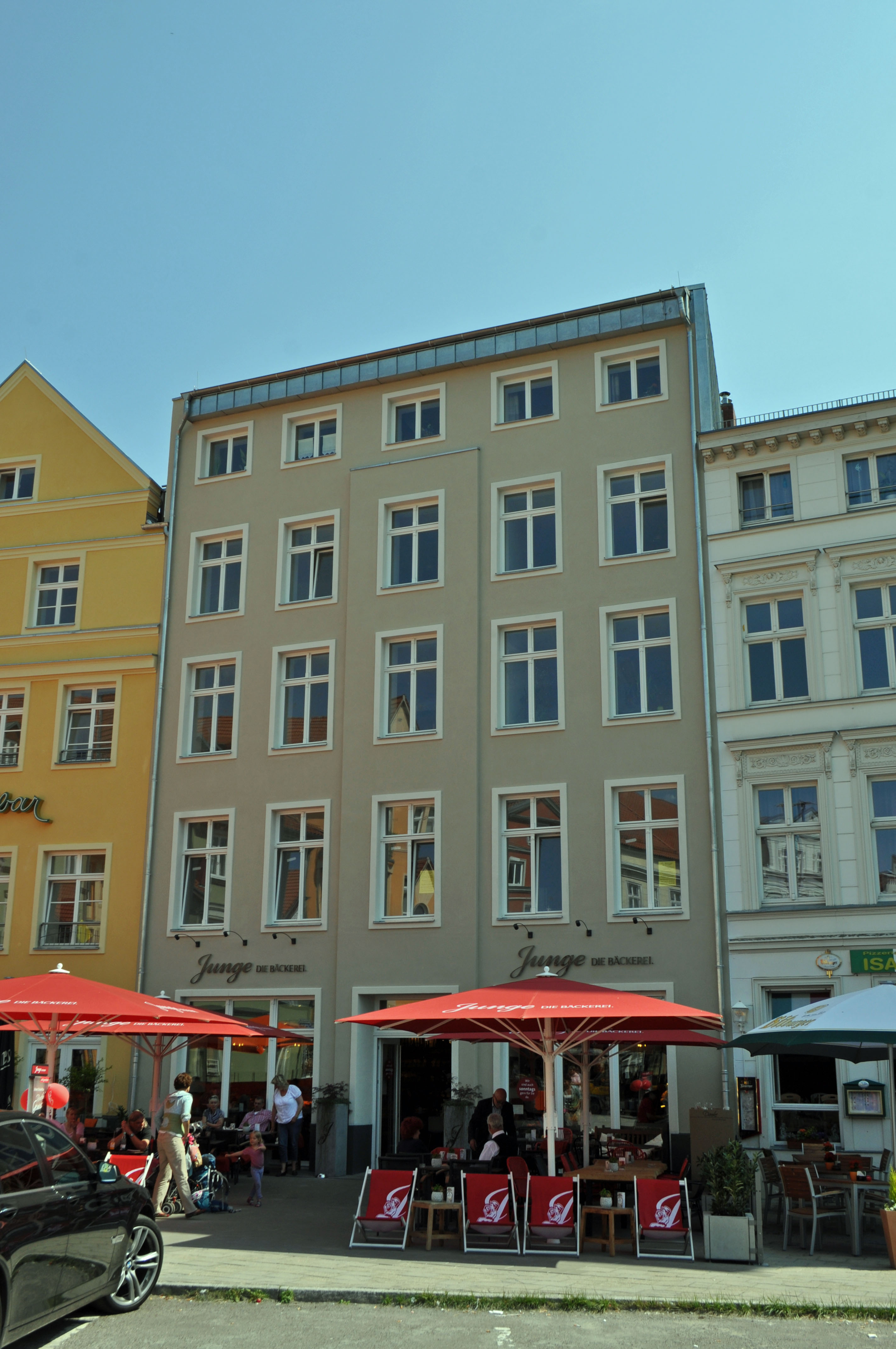
Das Haus Neuer Markt 14 in Stralsund (2012)

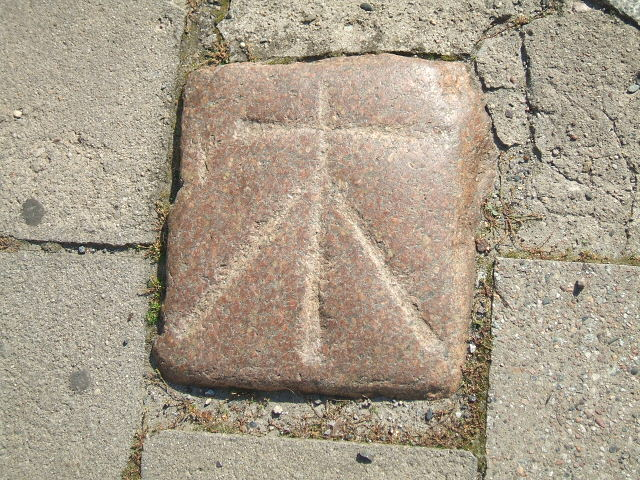
Gedenkstein an den Papenbrand thom Sunde

Das Haus wurde im Jahr 1741 durch einen Major Schmidt errichtet. Im Jahr 1854 wurde es umgebaut. Nach einigen Eigentümerwechseln wurde es in den 1930er Jahren als Hotel „König von Preussen“ geführt. Nach dem Zweiten Weltkrieg diente das viereinhalbgeschossige und fünfachsige Gebäude als Sitz des Gesundheits- und Sozialamtes. In den Jahren 2012 bis 2013 wurde das Haus grundlegend saniert.
Vor dem Haus ist in den Gehweg ein Gedenkstein aus Granit eingelassen, der an den Papenbrand thom Sunde im Jahr 1407 erinnert. Der Gedenkstein ist auf der Liste der Baudenkmale in Stralsund mit der Nummer 603 eingetragen.
Das Haus liegt im Kerngebiet des von der UNESCO als Weltkulturerbe anerkannten Stadtgebietes des Kulturgutes „Historische Altstädte Stralsund und Wismar“.